# 卡拉威 (佛罗里达州)
卡拉威（英語：Callaway），是美国佛罗里达州貝縣下属的一座城市。建立于1996年。面积约为15.8平方公里（约合6.1平方英里）。根据2010年美国人口普查，该市有人口14,405人。论人口在本州排行第125。